# Aedes comitatus
Aedes comitatus är en tvåvingeart som beskrevs av Arnell 1976. Aedes comitatus ingår i släktet Aedes och familjen stickmyggor.
Artens utbredningsområde är Colombia. Inga underarter finns listade i Catalogue of Life.